# 海得拉巴土邦
海得拉巴土邦（英語：Hyderabad State），亦有史称海得拉巴德干（Hyderabad Deccan），是存在于1724年－1948年间，位于印度次大陆南部德干高原的一个君主制国家。海得拉巴在1724年－1798年时是莫卧儿帝国的一个省份，在1798－1947年时是与东印度公司及英属印度并存的一个土邦。印度联邦建立后，海得拉巴邦获得短暂独立，1948年并入印度，並被拆散治理。海得拉巴邦的君主（王公）称尼扎姆。

## 历史
阿萨夫·贾赫王朝曾是今乌兹别克斯坦境内撒马尔罕一带的突厥人世袭家族，在17世纪末来到印度莫卧儿帝国。18世纪，莫卧儿帝国渐渐衰落，当时的王朝首领卡马尔乌丁汗成为海得拉巴总督，并四处进攻，企图夺取帝国南部的控制权，莫卧儿皇帝未能阻碍其扩张，卡马尔乌丁得以控制海得拉巴全境并建立政权。
马拉地帝国与海得拉巴进行了多场战役，如拉克沙布万战役、后来，英军开始进攻印度，马拉地帝国也趋于衰落，1798年，海得拉巴成为了东印度公司治下的印度中的一个土邦。海得拉巴统治者为了保住权力，在各方面都对英国人言听计从。在印度兵嘩變时，海得拉巴和其它多个土邦一同协助镇压反抗军，从而在土邦中属于第一等，享受21鸣礼炮的礼节。1903年时，海得拉巴将其北部地区割让给了英属印度直接管辖区。
在英属印度对土邦的疆土进行划分后，海得拉巴的领土面积为215,339km2，人口近2000万，规模在土邦中位居首位，并拥有自己的军队、宣传系统、铁路网，邮政系统和货币。海得拉巴非常重视国家的现代化。海得拉巴的棉花种植业较发达；其领土下藏有丰富的矿产资源，有望发展出强大的工业。然而，土邦的现代化始终受到英国人的干涉，例如，铁路建设方面，英国人只允许土邦建造造价高昂的宽轨。海得拉巴土邦政府有时会因为宽轨的建设负担大量债务。正是这个原因，在20世纪初期，海得拉巴的经济实力依然非常落后，以自然经济为主，农业是国家经济的支柱，工业技术较19世纪有了些许改观。
1947年，英属印度帝国面临分治问题。英国给土邦三个选择：加入印度、加入巴基斯坦或保持独立。尼扎姆奥斯曼·阿里汗希望保持海得拉巴的独立，与另外大部分土邦的决定（并入印巴二国）不相符。在印度的压力下，尼扎姆于1947年11月29日签署《维持现状协定》，规定了印度政府仍然暂时保留最高权力，协议有效期为一年。然而海得拉巴土邦的拖延引起了印度政府的担忧，海得拉巴被指控违反协议条款，在外交上与巴基斯坦勾结并私自扩充军队。印度联邦的领导者也认为，在国家的中心部分存在着一个独立的“国中国”对于自身不利，准备强行并吞海得拉巴。1948年9月，印度发起波罗行动，萨达尔·瓦拉巴伊·帕特尔任总指挥。18日，尼扎姆政权灭亡，海得拉巴正式成为印度的一部分。
海得拉巴邦共延续了近两个世纪，共有七位尼扎姆。末任尼扎姆奥斯曼·阿里汗在其统治结束之前一直是世界上最富有的人。

## 历代尼扎姆

### 海得拉巴统治者（1720年–1948年）
| 肖像 | 登基名                                                       | 本名                           | 出生年份 | 登基年份 | 统治结束年份  | 死亡年份 |
| ---- | ------------------------------------------------------------ | ------------------------------ | -------- | -------- | ------------- | -------- |
|      | 尼扎姆·穆克，阿萨夫·贾赫一世 نظام‌الملک آصف جاہ‬               | 卡马尔乌丁汗                   | 1671     | 1720     | 1748          | 1748     |
|      | 纳西尔·姜格 نصیرجنگ‬                                          | 艾哈迈德·阿里汗                | 1712     | 1748     | 1750          | 1750     |
|      | 穆扎法·姜格 مظفرجنگ‬                                          | 希达亚特·穆希·乌丁·萨-阿杜拉汗 | ?        | 1750     | 1751          | 1751     |
|      | 萨拉巴特·姜格 صلابت جنگ‬                                      | 赛义德·穆罕默德汗              | 1718     | 1751     | 1762 (被罢黜) | 1763     |
|      | 尼扎姆·穆克，阿萨夫·贾赫二世 نظام‌الملک آصف جاہ دوم‬           | 尼扎姆·阿里汗                  | 1734     | 1762     | 1803          | 1803     |
|      | 西坎德·贾赫，阿萨夫·贾赫三世 سکندر جاہ ،آصف جاہ تریہم‬        | 阿克巴·阿里汗                  | 1768     | 1803     | 1829          | 1829     |
|      | 纳西尔·乌·达乌拉，阿萨夫·贾赫四世 ناصر الدولہ ،آصف جاہ چارہم‬ | 法昆达·阿里汗                  | 1794     | 1829     | 1857          | 1857     |
|      | 阿夫扎·乌·达乌拉，阿萨夫·贾赫五世 افضال الدولہ ،آصف جاہ پنجم‬ | 塔尼亚瑟·阿里汗                | 1827     | 1857     | 1869          | 1869     |
|      | 阿萨夫·贾赫六世 آصف جاہ شیشم‬                                 | 马布卜·阿里汗                  | 1866     | 1869     | 1911          | 1911     |
|      | 阿萨夫·贾赫七世 آصف جاہ ہفتم‬                                 | 米尔·奥斯曼·阿里·汗            | 1886     | 1911     | 1948 (被推翻) | 1967     |

### 尼扎姆称号拥有者（1948年至今）
| 肖像 | 登基名                                               | 本名                | 出生年份 | 获得称号日期 | 失去称号日期 | 死亡年份 |
| ---- | ---------------------------------------------------- | ------------------- | -------- | ------------ | ------------ | -------- |
|      | 阿萨夫·贾赫七世 آصف جاہ ہفتم‬                         | 米尔·奥斯曼·阿里·汗 | 1886     | 1948         | 1967         | 1967     |
|      | 穆卡拉姆·贾赫，阿萨夫·贾赫八世 مکرم جاہ ،آصف جاہ ہشت‬ | 米尔·巴卡特·阿里汗  | 1933     | 1967         | （存活）     | （存活） |

## 历代首相

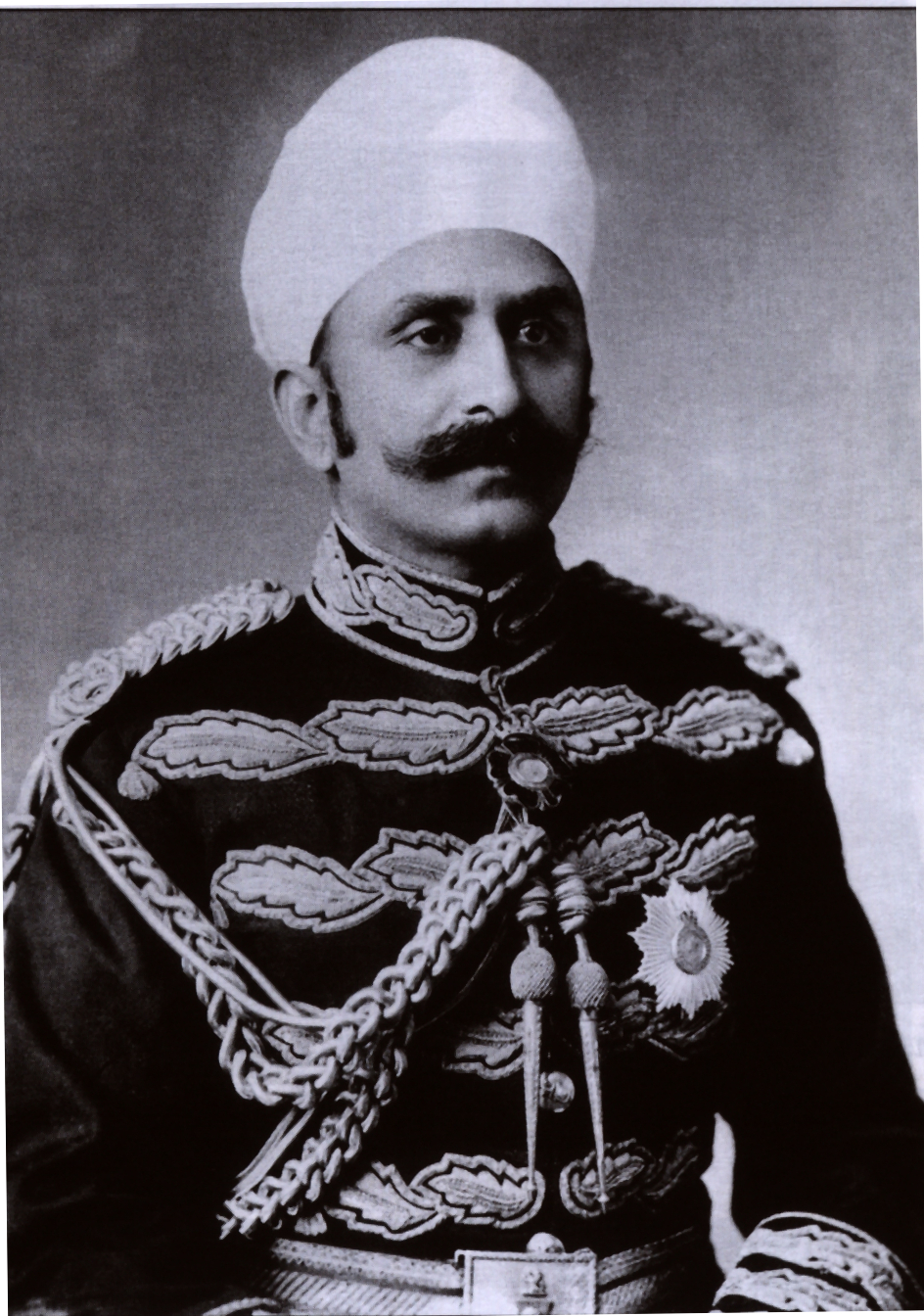
马哈拉贾·瑟·基申·柏莎德

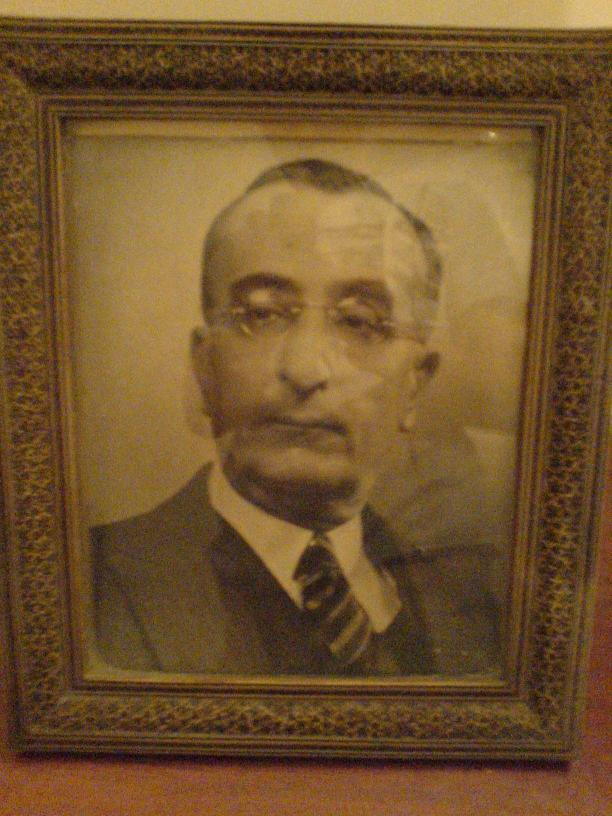
米尔扎·穆罕默德·伊斯马尔

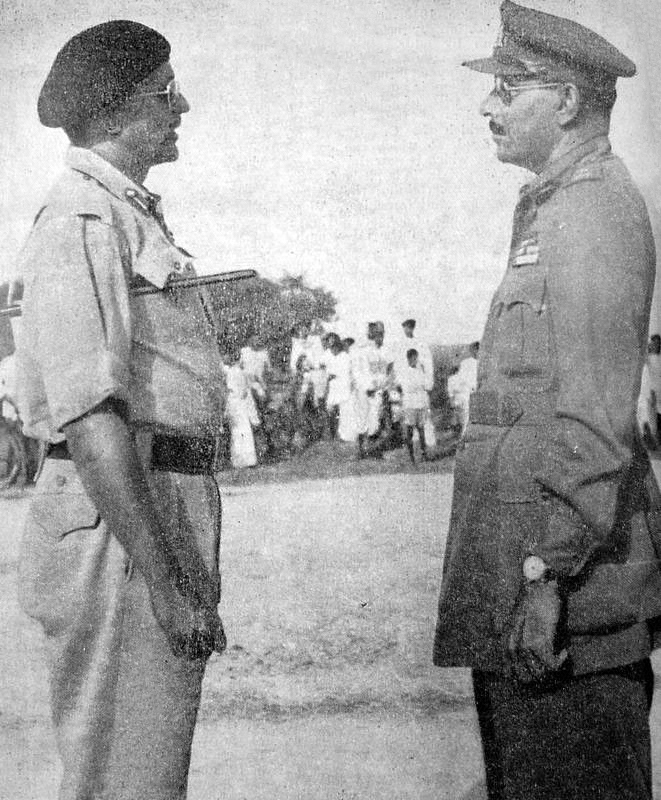
波罗行动的结束：海得拉巴代表向印度军官投降。

- 穆罕默德·伊瓦兹汗 （1724 - 1730）
- 安瓦鲁拉汗 （1730 - 1742）
- 库达·班达汗 （1742 - 1748）
- 沙阿·那瓦兹汗 （第一次） （1748 - 1750）
- 拉贾·拉甘纳斯·达斯 （1750 - 1752）
- 赛义德·拉什卡汗 （1752 - 1755）
- 沙阿·那瓦兹汗 （第二次） （1755 - 1758）
- 巴萨拉特·姜 （1758 - 1761）
- 维萨尔·桑达 （1761 - 1765）
- 穆萨汗·纳瓦布·卢肯·乌·达乌拉 （1765 - 1775）
- 维卡尔·乌·达乌拉 （1775 - 1781）与沙姆斯·乌·穆克 （至1778）
- 古拉姆·赛义德汗·阿里斯图·贾赫 （1781 - 1804；1795-1797，被马拉地人俘虏）
- 米尔·阿拉木 （第一次） （1795 - 1797） （代替阿里斯图·贾赫）
- 拉贾·拉金德拉 （1804）
- 米尔·阿拉木 （第二次） （1804 - 1808）
- 穆尼尔·乌·穆克 （1808 - 1832）与马哈拉贾·昌多·拉尔（英语：Maharaja Chandu Lal） （1808 -  1843）
- 拉姆·巴克什 （第一次） （1843 - 1846）
- 希拉贾·乌·穆克 （第一次） （1846 - 1848）
- 阿姆加德·乌·穆克 （1848.11 - 1848.12）
- 沙姆斯·乌·尤马拉 （1848 - 1849）
- 拉姆·巴克什 （第二次） （1849 - 1851）
- 加涅什·劳 （1851.4 - 1851.6）
- 希拉贾·乌·穆克 （第二次） （1851 - 1853）
- 米尔·图拉布·阿里汗，撒拉尔·姜一世（英语：Mir Turab Ali Khan, Salar Jung I） （1853 - 1883）
- 米尔·莱克·阿里汗，撒拉尔·姜二世（英语：Mir Laiq Ali Khan, Salar Jung II） （1883 - 1887）
- 纳瓦布·奥斯曼·贾·巴哈杜尔（英语：Nawab Asman Jah Bahadur） （1887 - 1893）
- 维卡尔·乌·尤马拉（英语：Vicar-ul-Umra） （1893 - 1901）
- 马哈拉贾·瑟·基申·柏莎德（英语：Maharaja Sir Kishen Pershad） （第一次） （1901 - 1912）
- 米尔·优素福·阿里汗，撒拉尔·姜三世（英语：Mir Yousuf Ali Khan, Salar Jung III） （1912 - 1914）
- （1914 - 1919，由尼扎姆，阿萨夫·贾赫七世亲自担任）
- 赛义德·阿里·伊玛目 （1919 - 1922）
- 纳瓦布·瑟·法利杜恩·乌·穆克·巴哈杜尔 （1922 - 1924）
- 瓦里·乌·达乌拉·巴哈杜尔 （1924 - 1926）
- 马哈拉贾·瑟·基申·柏莎德（英语：Maharaja Sir Kishen Pershad） （第二次） （1926 - 1937）
- 阿卡巴·海达利（英语：Akbar Hydari） （1937 - 1941）
- 穆罕默德·艾哈迈德·赛义德汗·查塔里（英语：Muhammad Ahmad Said Khan Chhatari） （第一次） （1941 - 1946）
- 米尔扎·穆罕默德·伊斯马尔（英语：Mirza Muhammad Ismail） （1946 - 1947）
- 穆罕默德·艾哈迈德·赛义德汗·查塔里（英语：Muhammad Ahmad Said Khan Chhatari） （第二次） （1947.5 - 1947.10）
- 纳瓦布·麦赫迪·雅尔·姜 （1947.11）
- 米尔·莱克·阿里（英语：Mir Laiq Ali） （1947 - 1948）

## 脚注
1. ↑  “海得拉巴”一词解释：“海得”（Hyder），意为狮子；“拉巴”（abad，“拉”是Hyder与abad的连读），意为“城市”。
2. ↑  Dictionary of Battles and Sieges - Google Books
3. ↑  .   [2013-08-27]. （原始内容存档于2014-09-13）.
4. ↑  . The Hindu (Chennai, India). 25 August 2009  [2013-08-27]. （原始内容存档于2013-09-30）.
5. ↑  .   [2020-09-13]. （原始内容存档于2011-04-05）.
6. ↑  .   [2013-08-27]. （原始内容存档于2013-03-12）.
7. ↑  Top ten richest men of all time （页面存档备份，存于） at instash.com

### 扩展阅读
- . Imperial Gazetteer of India Provincial Series. New Delhi: Atlantic Publishers. 1989  [2013-08-27]. （原始内容存档于2013-12-06）.
- Benichou, Lucien D. . Orient Blackswan. 2000  [2013-08-27]. ISBN 978-81-250-1847-6. （原始内容存档于2013-12-06）.
- Iyengar, Kesava.  1. Read Books. 2007  [2013-08-27]. ISBN 978-1-4067-6435-2. （原始内容存档于2013-12-06）.
- Leonard, Karen. "The Hyderabad Political System and its Participants," Journal of Asian Studies (1971) 30#3 pp. 569–582 in JSTOR （页面存档备份，存于）
- Pernau, Margrit. . Delhi: Manohar. 2000  [2013-08-27]. ISBN 81-7304-362-0. （原始内容存档于2013-08-20）.
- Various. . Read Books. 2007  [2013-08-27]. ISBN 978-1-4067-3137-8. （原始内容存档于2013-12-06）.
- Zubrzycki, John. . Australia: Pan Macmillan. 2006. ISBN 978-0-330-42321-2.